# Naglfari
Naglfari je biće iz nordijske mitologije, koje je spomenuto jedino u Mlađoj Eddi, koju je napisao ili sastavio Snorri Sturluson. Naglfarijeva je supruga bila Nótt te je njihov sin bio Auðr.
Prema Rudolfu Simeku, Naglfari je kreacija samog Snorrija.